# Клервоське абатство
Клерво́ське аба́тство (фр. L'abbaye de Clairvaux) — колишнє католицьке цистеріанське абатство у Франції, у місцевості Клерво (від лат. Clara Vallis, «ясна долина»). Один з найбільших і найактивніших християнських освітньо-культурних центрів Західної Європи часів середньовіччя і раннього модерну. Розташоване в Шампані, департаменті Об, муніципалітеті Віль-су-ла-Ферте. Засноване 1115 року Бернардом Клервоським як цистеріанський монастир на землях шампанського графа Гуго I, під опікою Лангрського єпископства. Третя дочірня обитель Сітоського монастиря. Центральна споруда — Клервоський собор, завершений 1143 року. Створило розгалужену мережу власних дочірніх монастирів у Франції, Італії, Священній Римській імперії, Англії, Іспанії та Португалії. У 1153 році з усіх 345 цистеріанських монастирів 167 належали до Клервоської гілки. Мало великі землеволодіння по всьому Французькому королівству. Зібрало велику бібліотеку (1,7 тисяч рукописів наприкінці XV століття; 3,8 тисяч рукописів і 35 тисяч друкованих книг наприкінці XVIII століття).
Секуляризоване і ліквідоване в ході Французької революції (1790), перетворене на в'язницю (1808). Внаслідок недбалого урядування світської влади зазнало непоправних руйнувань: собор був розібраний на будівельні матеріали (1819). Донині використовується як в'язниця. Історична пам'ятка Франції (1926).